# Nikolaj Čcheidze
Nikolaj (Nikoloz, Karlo) Čcheidze (gruzínsky ნიკოლოზ ჩხეიძე; 21. března 1864 – 13. června 1926) byl gruzínský politik a menševický revolucionář, který sehrál významnou roli během revolučních událostí v Rusku v letech 1917 a 1918.

## Kariéra do roku 1917
Nikolaj Čcheidze se narodil jako příslušník gruzínského šlechtického rodu ve vesnici Puti v tehdejší Kutaiské gubernii v Ruské říši (gruzínský kraj Imereti). Středoškolské vzdělání získal na kutaiském gymnáziu. V roce 1887 začal studovat na Novorossijské universitě, odkud však byl pro své aktivity ve studentském hnutí vyloučen. Zkusil pokračovat ve studiu na Charkovském veterinárním institutu, avšak v roce 1889 byl vyloučen i z této vysoké školy. Poté se přestěhoval do Batumi. Nejprve dal na dráhu novináře a pracoval jako redaktor pro levicové noviny Kvali, které ho přivedly k revolučním aktivitám na Kavkaze. V roce 1892 spoluzakládal se svým bratrem Kalenikem první legální gruzínskou marxistickou organizaci Mesame Dasi (česky: Třetí skupina) a stal se ředitelem novin Kvali. Mesame Dasi se pak sloučila s Ruskou sociálně demokratickou dělnickou stranou (RSDDS) a v roce 1903, když nastal ve straně rozkol, se Čcheidze přidal k její menševické frakci. Během revoluce v roce 1905 se aktivně podílel na sociálně demokratických akcích v Batumi. V letech 1907 až 1917 pak působil v ruské státní dumě jako poslanec za tbiliské gubernium a předsedal poslaneckému klubu RSDDS. Zde si vydobyl uznání pro své vynikající řečnické schopnosti. V dumě se soustředil především na uchování jednoty strany RSDDS a na zisk převahy menševiků nad bolševiky. I přes jeho snahu se ale později povedlo Leninovi rozbít klub RSDDS na menševickou a bolševickou frakci. S Leninem se pak Čceidze dostal do otevřeného konfliktu.

## Revoluce a nezávislost Gruzie
Když vypukla Únorová revoluce v roce 1917, byl Čcheidze jmenován Předsedou petrohradského sovětu, kde se opět pokusil omezit vliv radikálních bolševiků na politiku, ale opět neuspěl. I když odmítl nabídku dělat ministra v prozatímní vládě, tak podporoval její politiku. Ovšem když vypukla Velká říjnové revoluce, tak se Čcheidze, který zrovna trávil dovolenou ve své rodné Gruzii, rozhodl zůstat doma a soustředil se na budování místní menševické vlády. V únoru 1918 svolal v Tbilisi sněm, jehož výsledkem bylo vyhlášení Zakavkazské federace a Čcheidze stanul v čele tohoto nově vzniklého státu. Zakavkazská federace se ale brzy rozpadla a vznikla nezávislá Gruzie. V ní byl zvolen předsedou parlamentu a později i Ústavodárného shromáždění. Tuto funkci, která de facto plnila funkci hlavy státu Gruzie, vykonával od 12. března 1919 do 25. února 1921. V roce 1919 se zúčastnil mírové konference ve Versailles, kde se snažil získat uznání nezávislosti Gruzie od Trojdohody, ale jeho snaha zde nebyla úspěšná.
Na počátku roku 1921 dokončil sepisování první gruzínské Ústavy, ale už v únoru začala invaze Rudé armády do Gruzie. Čcheidze byl nucen, stejně jako většina dalších prominentních menševiků, opustit zemi. Nakonec emigroval do Francie, kde působil v emigrantských organizacích a zároveň stál v čele exilové vlády Demokratické republiky Gruzie. Žil zde do 13. června 1926, kdy v městě Leuville-sur-Orge nedaleko Paříže v důsledku neutěšených životních perspektiv spáchal sebevraždu. Pohřben byl na pařížském hřbitově Père Lachaise. Na pohřbu promluvil gruzínský menševický politik a Čcheidzeho krajan Iraklij Cereteli.